# Степанос Сюнеці (старший)
Степанос Сюнеці (роки нар. і см. невідомі) — вірменський поет-гімнограф V століття, єпископ Сюніка. Ймовірно був одним з учнів Месропа Маштоца та Саака Партева. У вірменському Гімнарії («Шаракноц») збереглося 80 його творів. Твори Сюнеці вирізняються високою художньою цінністю, емоційною безпосередністю та виразністю. Його вірші та гімни («Благословення воскресіння») зберегли характерні риси вірменської гімнографії другої половини V сторіччя. 